# NER (etichetta discografica)
La NER (New European Recordings), è un'etichetta discografica indipendente britannica fondata da Douglas Pearce nel 1981, principalmente per pubblicare i supporti fonografici e video del suo gruppo musicale Death in June.

## Storia
Fondata nel 1981 da Douglas Pearce, la NER pubblica il materiale audio e video dei Death In June e di svariati altri artisti a partire dai primi anni ottanta.
La casa, che non ha mai avuto una distribuzione indipendente, si è affidata nel tempo a diverse distribuzioni. Negli anni ottanta, quando Pearce lavorava per la Rough Trade Records, la compagnia distribuiva i dischi della NER.  Dal 1991, fino alla fine degli anni novanta, questa è stata affidata alla World Serpent Distribution, e, per la sola Australia, alla NEROZ. Dopo una causa legale tra Douglas Pearce e la World Serpent Distribution alla fine degli anni novanta, la NER e molte altre etichette hanno rotto le relazioni con la compagnia. Successivamente la NER ha affidato la distribuzione di una parte dei suoi dischi alla Tesco Organisation, mentre per quanto riguarda la Soleilmoon Recordings in America ha fondato la NERUS.

## Sottoetichette
Per la pubblicazione di altri gruppi o progetti paralleli dei Death In June, sono state create delle sottoetichette quali:
- Eternal Recurring Recordings
- Leprosy Discs
- NEROZ (New European Recordings Australia)
- NERUS (New European Recordings United States)
- New English Recordings
- Twilight Command
Inizialmente una etichetta croato-australiana